# Merdjéfarê
Merdjéfarê est un roi de la Deuxième Période intermédiaire, généralement vu par les égyptologues comme étant un roi de la XIVe dynastie, mais aussi un roi de la XIIIe dynastie (vision de Julien Siesse).

## Attestations
Le nom de Merdjéfarê apparaît sur deux documents distincts :
- une stèle de la collection Bernard Krief, sur laquelle le roi est représenté faisant une offrande au dieu Soped-Horus-Pointu (Śpd-Ḥr-śpd) et un haut fonctionnaire du nom de Renséneb, portant le titre de « directeur des choses scellées » ;
- le Canon royal de Turin, à la position 9.5, soit à la cinquième position des rois de la XIVe dynastie, ayant régné trois ou quatre ans.

Rien ne prouve que ces deux documents font référence au même roi. Si la plupart des égyptologues associent ces deux attestations à un même roi datant du début de la XIVe dynastie, Julien Siesse réfute cette association et distingue deux rois, l'un du début de la XIVe dynastie (le roi du Canon royal de Turin), et l'autre de la fin de la XIIIe dynastie (le roi de la stèle).

## Position chronologique
La stèle et le nom inscrit sur le Canon royal de Turin sont souvent considérés comme faisant référence au même roi. Il a souvent été avancé également que le dieu représenté sur la stèle, Sopdou, avait pour lieu de culte principal la ville de Per-Sopdou, aujourd'hui Saft el-Henneh, dans le delta oriental du Nil. Cela a incité plusieurs égyptologues, en particulier Jean Yoyotte dès 1989, à donner la ville de Per-Sopdou comme lieu d'origine de la stèle. Si une telle identification est correcte, le Merdjéfarê de la stèle est donc un roi du début de la XIVe dynastie.
Julien Siesse, a contrario, fait du roi de la stèle un souverain de la fin de la XIIIe dynastie différent de celui du Canon royal de Turin et avance plusieurs arguments :
- aucun témoignage datant du Moyen Empire et de la Deuxième Période intermédiaire n'a été retrouvé à Saft el-Henneh, remettant en cause le lieu d'origine de la stèle[3] ;
- le dieu Sopdou était vénéré ailleurs en Égypte : par exemple, Sopdou, en tant que maître des déserts, est cité sur un des obélisques du complexe pyramidal de Noubkheperrê Antef, roi de la XVIIe dynastie thébaine[3] ;
- l'iconographie de Soped-Horus sur le monument est semblable à celle de Soped sur une stèle datant de l'an I du règne de Sésostris II, découverte dans le Ouadi Gaouasis, près de la Mer Rouge : le dieu porte une barbichette et une perruque longue surmontée de deux hautes plumes ; a contrario, l'iconographie de Soped-Horus est très différente de celle présente sur un petit monument en calcaire découvert à Tell el-Maskhouta, dans le delta oriental, et dattant de la Deuxième Période intermédiaire, ce qui en fait très probablement un monument hyksôs : le dieu y est cette fois représentée sous la forme hiéracocéphale et est coiffé du signe (M44 dans la liste de Gardiner) servant à écrire son nom[4] ;
- de manière globale, le style, l'organisation et l'iconographie de la stèle sont apparentés à ceux des XIIIe, XVIe et XVIIe dynasties : on peut citer les stèles provenant du Gébel el-Zeit et au nom de Semenkarê Nebnoun, de Séhotepibrê et de Nebmaâtrê, les stèles de Seheqaenrê Sânkhptahi, d'un des deux rois Sobekemsaf et de Noubkheperrê Antef[4] ;
- le roi Merdjéfarê est représenté avec tous les attributs royaux traditionnels, comme sur les stèles similaires citées ci-dessus ; ce n'est pas le cas de Néhésy sur une stèle de Tell Héboua, qui est le seul monument de ce type datant des XIVe et XVe dynasties[4] ;
- le particulier, « directeur des choses scellées », présent sur la stèle, a pour nom Renséneb, il s'agit d'un nom typiquement égyptien, or les hyksôs avaient en grande majorité des hauts fonctionnaires d'origine sémitique avec un nom sémitique également ; en conséquence, le nom de ce particulier rapproche bien plus le roi Merdjéfarê des dynasties égyptiennes de la période (XIIIe, XVIe et XVIIe dynasties) et l'éloigne d'autant des dynasties étrangères (XIVe et XVe dynasties)[4] ;
- enfin, Renséneb est représenté avec une taille bien inférieure à celle de son roi Merdjéfarê ; ceci est presque systématiquement le cas pour les monuments datant de la XIIIe dynastie mais bien plus rare pour les monuments des dynasties thébaines suivantes (XVIe et XVIIe dynasties) ; en effet, à cette période, le roi était représenté souvent à la même taille que les particuliers[4].